# 두 형사 (1994년 드라마)
《두 형사》는 1994년 10월 23일부터 1995년 4월 11일까지 SBS에서 방송된 시추에이션 드라마이다.
한편, 수사 자체를 희화화해버려 가뜩이나 불신투성이인 수사 체계를 웃음거리로 만들었다는 지적이 있었으며 새로운 형식에도 불구하고 '짜깁기' '베끼기' 수준의 내용 구성에서 벗어나지 못했다는 혹평이 있었다.

## 개요
매주 1회 방송하는 코미디물, 은퇴한 형사반장으로 등장한다.

## 등장인물
- 권해효 : 허건발 역
- 김경식 : 나빈조 역
- 이봉걸 : 고 형사 역
- 김지현 : 한세라 역

## 방영목록
제1화 의욕의 파파라치
제2화 가면속의 상속녀
제3화 애증의 끝에서
제4화 어둠속의 특종
제5화 와인드업
제6화 마지막 생일
제7화 슬픔은 태양속으로
제8화 실종
제9화 겨울연인
제10화 타이거마스크
제11화 제비와 토끼
제12화 인터내셔널 테러리스트
제13화 욕실의 연쇄살인사건
제14화 겨울산 고향 그리고 슬픈이야기
제15화 최면속의 덩크슛
제16화 Mr.뚜의 결혼행진곡
제17화 재즈속으로 사라지다
제18화 안녕,나의 세라
제19화 인어공주를 지켜라
제20화 빨간장갑의 비애
제21화 복수무혈전
제22화 마누라죽이기
제23화 애들이 사라져요
제24화(최종회) 욕봤어요 두형사

## 결방
- 1994년 11월 14일 - 6시 30분부터 창사 4주년 특집 <사랑으로 여는 세상> 편성[5]
- 1995년 4월 10일 - 6시 25분부터 NBA 올스타팀 초청농구 <NBA VS 기아자동차> 중계 편성[6]

## 같이 보기
- 형사5 (후작)
- 범죄수사